# 格羅夫城 (佛羅里達州)
格羅夫城（英語：Grove City）是位於美國佛羅里達州夏洛特縣的一個人口普查指定地區。

## 地理
格羅夫城的座標為26°54′43″N 82°19′30″W / 26.91194°N 82.32500°W，而該地最高點為海拔高度3米（即10英尺）。

## 人口
根據2010年美國人口普查的數據，格羅夫城的面積為5.80平方千米，當中陸地面積為3.50平方千米，而水域面積為2.30平方千米。當地共有人口1804人，而人口密度為每平方千米311人。